# Thylacosmilus
Thylacosmilus atrox
Genre
Espèce
Thylacosmilus atrox, unique représentant du genre fossile Thylacosmilus, est une espèce fossile de mammifères métathériens à dents de sabre qui a habité ce qui est aujourd’hui l’Amérique du Sud de la fin du Miocène au Pliocène (9 à 3 Ma). Sa ressemblance avec les « tigres à dents de sabre » n’en fait pas un félidé, au contraire du célèbre Smilodon d’Amérique du Nord, mais c’était un sparassodonte, groupe étroitement apparenté aux marsupiaux, et dont la ressemblance superficielle avec les autres mammifères à dents de sabre est due à une évolution convergente. Une étude de 2005 a révélé que la morsure de Thylacosmilus et de Smilodon était faible, ce qui indique que les techniques de mise à mort des animaux à dents de sabre différaient de celles des espèces existantes. On a trouvé des restes de Thylacosmilus principalement dans les provinces de Catamarca, d’Entre Ríos et de La Pampa, dans le nord de l’Argentine.

## Historique
Le genre Thylacosmilus et l'espèce Thylacosmilus atrox sont décrits en 1933 par le paléontologue américain Elmer Samuel Riggs (1869-1963),,.

### Fossiles
Selon Paleobiology Database en 2025, le genre Thylacosmilus a dix collections référencées de fossiles. Ces collections sont du Messinien du Miocène supérieur au Chapadmalalien du Pliocène, c'est-à-dire datent de 7,246 à 3 Ma avant notre ère.

### Répartition
Ces dix collections proviennent toutes d'Argentine.

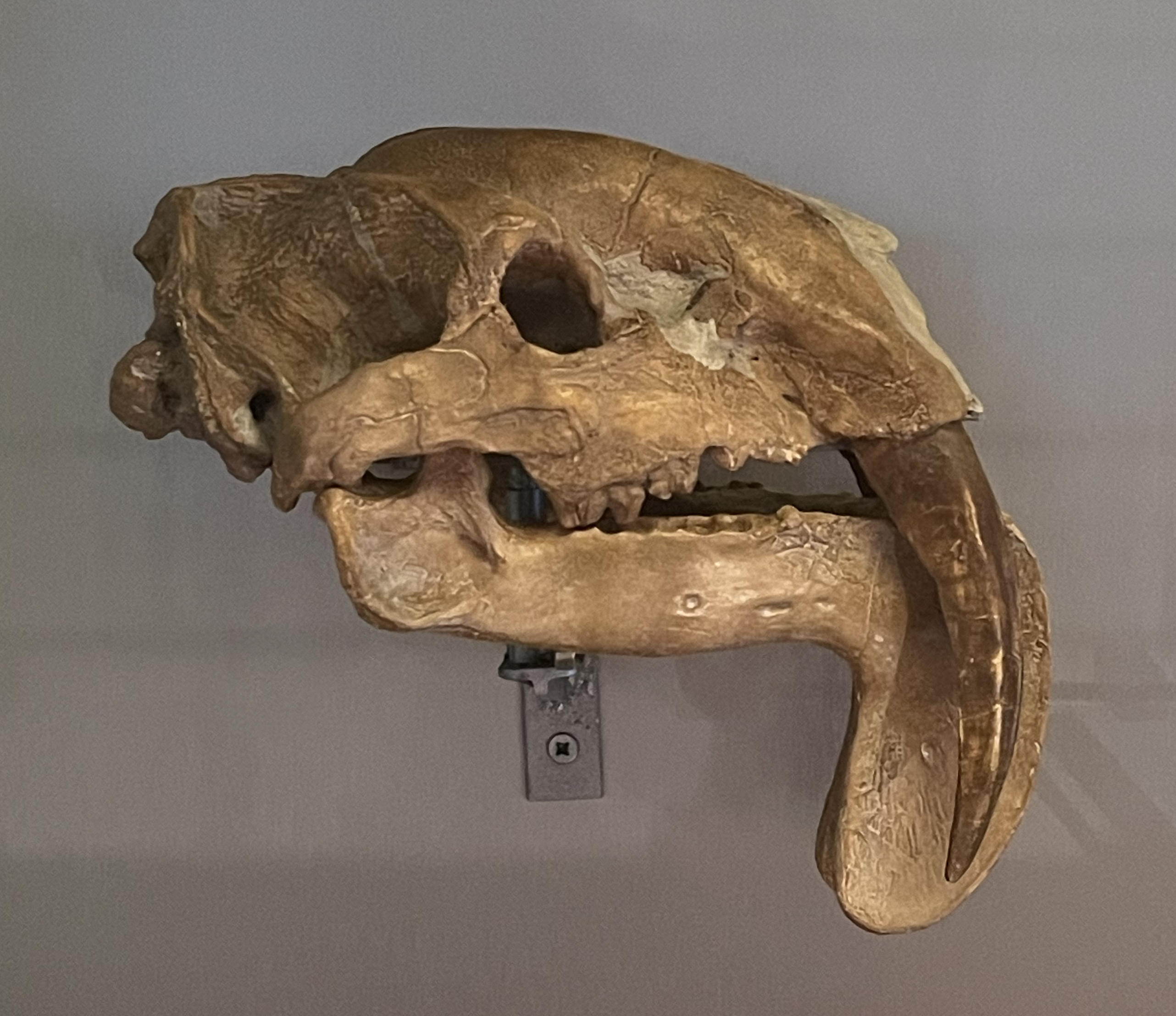
Crâne de Thylacosmilus atrox. Musée national d'Écosse, Édimbourg, Royaume-Uni.

### Famille
Ce genre Thylacosmilus est classé dans la sous-famille ou clade des Thylacosmilinae en 1933 par le créateur Riggs, classement repris en 2020 par Engelmann et al.. 
Le classement retenu par PaleoDb est dans la famille des Thylacosmilidae, déclarée en 1994 par de Muizon, en 1997 par McKenna & Bell, en 2019 par Forsiepi et al., et en 2023 par Suarez et al..

### Synonymes
Selon Paleobiology Database en 2025, le genre Thylacosmilus a trois synonymes :
- †Achlysictis Ameghino, 1891 ;
- †Hyaenodontops Ameghino, 1908 ;
- †Notosmilus Kraglievich, 1960[2].

## Description

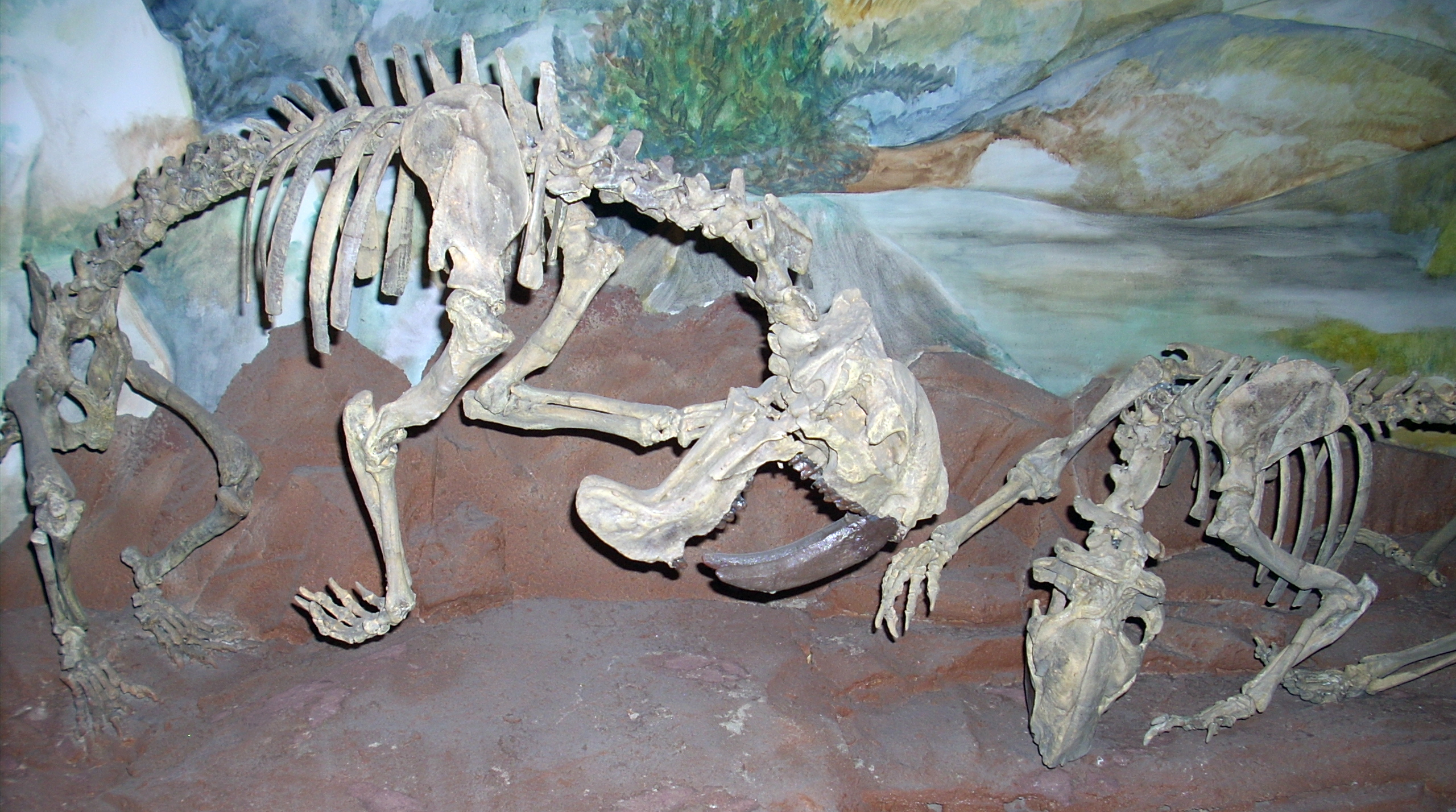
Deux squelettes de T. atrox dans une pose de combat.

C'était un grand prédateur à dents de sabre proche des marsupiaux, de la taille d’un jaguar (1,6 mètre de long) et pesant autour de 150 kilos, qui a vécu du Tortonien jusqu'au Plaisancien (de 9 à 3 millions d'années) en Amérique du Sud ; on ne connaît pas ses ancêtres et il n’a pas eu de descendants. Il n’avait aucune parenté avec les Machairodontinae (autres tigres à dents de sabre), mais il représente un bon exemple d'évolution convergente. Il possédait de grandes dents à croissance continue plus longues qu'une main humaine et de puissantes épaules, ce qui lui permettait de dépecer ses proies. Des restes de cet animal ont été trouvés dans plusieurs endroits d'Amérique du Sud.
Il s'est éteint à la fin du Pliocène après le grand échange inter-américain qui suivit la réunion des deux Amériques par la surrection de l’isthme de Panama il y a environ 3 Ma.

### Publication originale
- [1933] (en) Elmer Samuel Riggs, « Preliminary description of a new marsupial sabertooth fom the Pliocene of Argentina », Geological Series of Field Museum of Natural History, vol. 6,‎ 1933, p. 61-66 (DOI 10.5962/bhl.title.5427).